# 維京戰吼

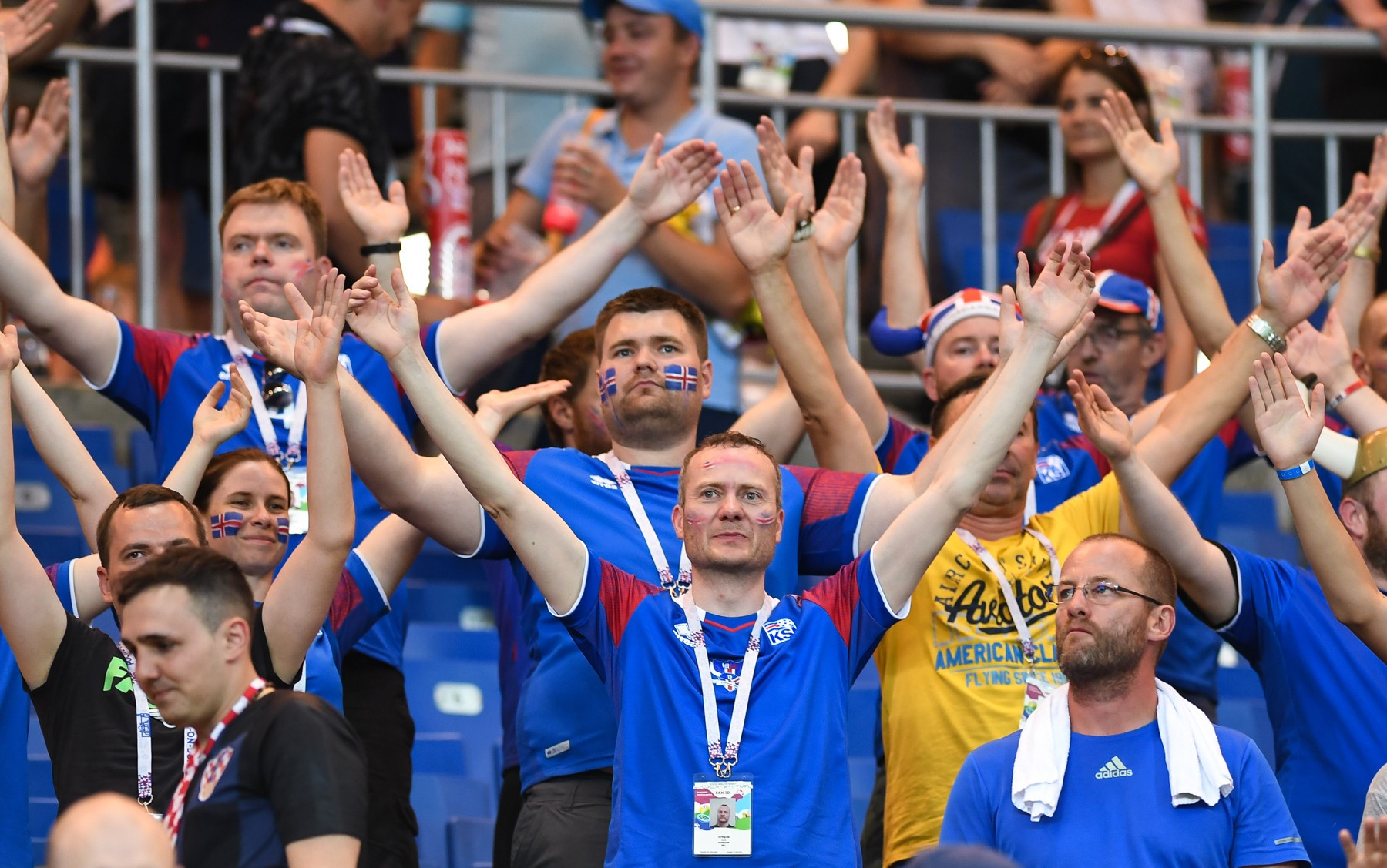
冰島球迷發出「維京戰吼」

維京戰吼（Viking Clap）是一種用大聲呼喝和拍手的加油方式，許多足球俱樂部的球迷都曾做過這種表演，但在2016年歐洲杯期間，冰島隊的球迷發出史詩般「Huh」的喊聲，讓世人看到震懾人心的雷霆戰吼。
2018年國際足協世界盃期間，冰島作為參賽球隊之一，讓維京戰吼再次引起了人們的注意，廣泛被世界許多國家的球迷模仿。

## 起源
這種加油方式的靈感，可能來自2006年上映的電影《300壯士：斯巴達的逆襲》。 有一部分人認為是由蘇格蘭馬瑟韋爾足球俱樂部的球迷率先使用，而另一些人則認為是由法國朗斯競賽會的球迷率先使用。 自1990年代中期以來，希臘PAOK足球俱乐部的球迷也會拍手高呼「PAOK」。
冰島球迷協會主席斯特米爾·吉斯拉森（Styrmir Gislason）表示，戰吼的靈感來自波蘭足球應援歌。 2016年歐洲足球錦標賽期間，冰島表現出乎意料的好，打進了八強，球迷的喊聲引起其他歐洲球迷的注意。 此後，也被全球更多國家及地區的球迷採用。

## 外部連結
- RT on YouTube - Iceland throws epic homecoming party for Euro 2016 team （页面存档备份，存于），冰島球迷的終極表演“維京戰吼”，為2016年歐洲杯舉辦史詩般的歸國歡迎儀式